# 沙河镇站
沙河镇站位于辽宁省丹东市元宝区沙河镇街，为沈丹铁路上的一个货运火车站。建于1907年。
距离沈阳站274公里，丹东站3公里，隶属沈阳铁路局管辖。现为三等站。

## 周边
- 丹东货运出租车有限公司
- 公安街邮政所
- 宝山旅店
- 运其超市货架大全
- 丹东市环境卫生管理处

## 历史
2015年1月21日，沈丹铁路完成转线施工，列车经过丹东站与金山湾站区间不再经过本站。